# Svetlana Sleptsova
Svetlana Jurevna Sleptsova (russisk: Светлана Юрьевна Слепцова, tr. Svetlana Jurevna Sleptsova; født 31. juli 1986 i Khanty-Mansijsk, USSR) er en russisk skiskytte.
Ved junior-VM 2005 vandt hun normaldistancen, og to år senere tog hun guld på både sprintdistancen og jagtstarten.
Sleptsova har deltaget i verdenscuppen siden sæsonen 2006/07. Ved VM i skiskydning 2008 i Östersund tog hun bronze på Mixed-stafetten sammen med Oksana Neupokojeva (russisk: Оксана Ивановна Неупокоева), Dmitrij Jarosjenko (russisk: Дмитрий Владимирович Ярошенко) og Nikolaj Kruglov (russisk: Николай Николаевич Круглов). Hendes første podieplacering i verdenscuppen var andenpladsen på sprintdistancen i Oberhof og i Ruhpolding i januar 2008. I tillæg tog hun to verdenscupsejre på sprinten og jagtstarten i Holmenkollen. Hendes tredje sejr kom i sprint i Hochfilzen sæsonen 2008/09. Hun har i alt seks verdenscupsejre og kom sammenlagt på 8. pladsen i verdenscuppen sæson 2007/08.